# VVVVVV
《VVVVVV》，是由特里·卡瓦纳设计，马格努斯·保尔松（Magnus Pålsson）作曲的2D平台益智游戏。游戏于2010年1月11日为Microsoft Windows和Mac OS X的Adobe Flash发布。游戏在2011年由西蒙·罗斯（Simon Roth）以C++重制，并发布于Humble Indie Bundle 3中。而C++复刻版也使前期取消发布的Linux用户得以玩到游戏。游戏在任天堂3DS上发布了复刻版。此外游戏还被复刻于Open Pandora平台，需要Windows、Mac OS X或Linux版的数据文件即可运行。
在《VVVVVV》中，玩家将扮演异次元空间中寻找全体走失飞船船员的船长Viridian。和一般游戏的跳跃操作不同，玩家可通过控制重力的方向使角色飞行于地面和顶板之间。《VVVVVV》的画面风格深受Commodore 64的的影响；游戏的音乐则同样完全是芯片音乐。马格努斯·保尔松为《VVVVVV》所做的音乐名为《PPPPPP》。
游戏通常获得正面评价，遊戲PC版和任天堂3DS版在GameRankings上的匯總得分分別爲78.78%分和81.70%。Rock, Paper, Shotgun的基隆·吉伦称遊戲为“年度最佳独立游戏”。評論一般提到了遊戲的高難度。

## 设定
在《VVVVVV》中玩家控制的是船长Viridian。在游戏开始时，飞船受到了空间干涉的影响，因而船长必须携船员一同撤离。船员们通过飞船的空间传送器进行撤离，然而却只有船长Viridian被传送了彼端。当船长返回飞船后，明白了飞船受到空间干涉的影响，而船员也被传送到了干涉的各处。扮演船长的玩家要救出迷失的船员，并找出空间干涉的起因。

## 操作

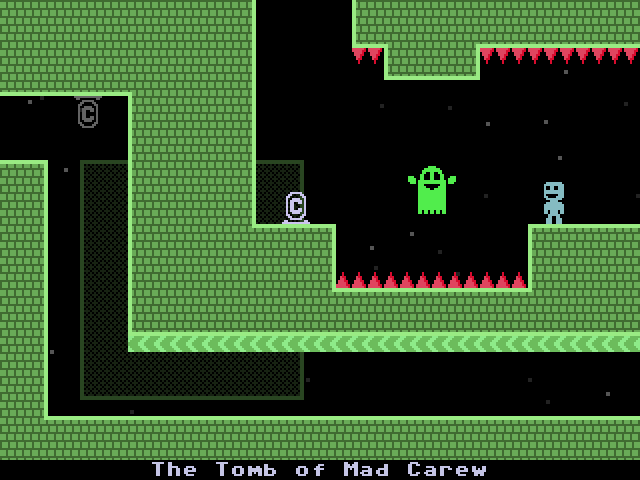
在该房间中，船长Viridian必须要避开红色的尖锥和绿色的幽灵。屏幕左边“C”的图标是一个存档点，玩家死亡后将会返回这里。

与多数的平台游戏不同，在《VVVVVV》中角色并不会跳跃，代之的是玩家通过控制重力方向让角色上下飘行。玩家可藉此在游戏中移动并避开各种危险，如躲开尖锥或移走敌人。后期还会有新的技能，如移动地面或房间，使玩家可从屏幕一边穿到另一边。《VVVVVV》从玩家探索的巨大开放式世界中取了八个关卡，随着关卡的推进，游戏也逐渐变难。游戏中设有多个存档点，当玩家死亡时就会回到这里继续闯关。

## 开发
《VVVVVV》的重力空移系统改进自卡瓦纳设计的游戏《正弦波忍者》。在Indiegames.com的采访中，卡瓦纳表示对将该思想作为游戏的核心理念很感兴趣，此外他还认为，即使在用过重力翻转系统的游戏中《VVVVVV》也是首例。
卡瓦纳最早于2009年6月在他的博客Distractionware中透漏了《VVVVVV》。他表示游戏已经开发了两个星期，并估计“如果一切顺利”的话会在两个星期后完成。在2009年7月，卡瓦纳又发布了一个帖子，展示并说明了游戏的重力空移操作。他在帖中写道，和之前的一些作品如《朱迪斯》和《路径》不同，《VVVVVV》将“专注于关卡的设计”，而不是“试着讲故事”。游戏在2009年Eurogamer展上首次进行了公开展示，同时卡瓦纳也可以藉此收集玩家的反馈。在2009年12月，有人在4chan上泄露了《VVVVVV》的测试版。
《VVVVVV》 的界面风格很大程度上受到了1980年代8位机Commodore 64的启发，尤其是参考巨象《威廉闯关》中收集难以够到的物体和每个引人注目命名的房间；卡瓦纳的目的是制作一款“伴我成长的C64般的游戏”。他也认为该游戏是个让自己“怀旧”的机会。卡瓦纳曾表示他并不十分擅长外观时髦的游戏，故而决定让游戏看着有趣，他认为“在限定的范围中工作”将更容易。
《VVVVVV》在2010年1月11日发布于Microsoft Windows和Mac OS X平台。玩家可以在Kongregate网站玩到游戏试玩版。游戏同时也计划开发Linux版，但由于移植技术问题较多，卡瓦纳故宣布放弃。
游戏于2011年由游戏设计师西蒙·罗斯以C++重写，并让游戏在Linux上顺利运行。《VVVVVV》2.0版于2011年7月24日作为Humble Indie Bundle 3的组件发布，并完美支持了自订版本和关卡编辑器。C++移植版同样支持新图像模式工具和调速工具。然而2.0版不再支持初代Flash版的游戏存档，导致很多玩家在没有受到警示的情况下通过Steam更新了游戏，但却发现他们不能载入之前的进度。为此开发组开发了一个存档导出工具。
《VVVVVV》是卡瓦纳的第一个商业发售游戏，其之前的游戏皆为免费Flash游戏。鉴于和之前游戏的体积相比，卡瓦纳“不认为自己会沿着这条路走下去”。
2011年10月7日公布了Nicalis将游戏重制于任天堂3DS平臺的信息。任天堂3DS版于2011年12月29日在北美發行，2012年5月10日在歐洲發行，2012年10月4日在澳大利亚發行。
游戏Android、iOS、Ouya和PlayStation Vita移植版预定于2014年发行。
《VVVVVV》于2020年1月8日开源，其代码被托管在GitHub上。

## 音乐
《VVVVVV》 的音乐由芯片音乐作曲者马格努斯·保尔松（又名灵魂之眼）所作。卡瓦纳在玩过查理的独立游戏《空间菲勒斯》后，希望由该游戏的作曲者保尔松来为 《VVVVVV》谱曲。而保尔松在博客Distractionware中写到，“在玩过卡瓦纳之前的游戏后，感到它们虽然短小，却让人大为震惊”。保尔松为《VVVVVV》谱曲的目标是“快节奏的乐曲将情不自禁的深入你们心中，但愿在你不玩游戏时也会哼着这音乐，并更想回到游戏中”。完整的配乐名为《PPPPPP》，并在保尔松的个人网站上作为下载音乐出售。

## 评价
《VVVVVV》普遍獲得了正面评价，PC版和任天堂3DS版在评价汇总网站GameRankings上的匯總得分分別爲78.78%分（9个评价）和81.70%（15个评价）。评论称游戏是2010年最重要的独立发布游戏；Rock, Paper, Shotgun的基隆·吉伦称其为“年度最佳独立游戏”，但米歇尔·罗斯在IndileGames.com的评论中却称这年发布的《VVVVVV》“有些人也许会发现……独立开发者的主流即是商业，而不是发布一款优秀的而纯正独立作品”。评论称赞了《VVVVVV》的设计水平：罗斯认为游戏“做的最好的一点”就是“没什么可扩充的了”，游戏新闻博客Kotaku的Michael McWhertor写道游戏在领域中可谓是“是翻天覆地的变化，并能确信设计师成功的发掘了游戏的潜力”。
大多数评论都写到了《VVVVVV》的高难度。McWhertor认为“游戏的考验和错误的瞬间能试炼玩家的耐心”。然而，一些评论者指出，由于游戏诸多的存档处及玩家死亡后可以继续闯关，故难以使玩家感到困难丧气。IGN笔者Samuel Claiborn称这些小设计不再让《VVVVVV》那么“冷酷”，却能“满足有毅力老玩家的口味”。
《VVVVVV》最初售价是15美元，McWhertor对此门槛表示令人遗憾，并称“虽然有很多人为游戏创新的操作心动并行动了，但远超出接受能力的售价却也让很多人选择了放弃”而吉伦在他的评论中同样写道，虽然有人称“这笔钱是值得的”，“但付费对于独立平台小游戏来说却是个很大的打击”。自初始版本发布后，《VVVVVV》的售价已经降至5美元，卡瓦纳在他的博客中称这是个艰难的决定，并补充道“我知道很多人讨厌原来15美元的价格”。
在2010年10月，IndieCade为《VVVVVV》颁发了2010年度“最有趣和引人注目”奖。游戏开发博客Gamasutra授予《VVVVVV》年终独立游戏奖，并排在2009年度游戏的第二名，而2010年则的获得了荣誉提名。游戏的主人公船长Viridian则成为了在Windows版《超级肉食男孩》中的一名操作角色。